# Манеко (футболист)
Мануэл Анселмо да Силва (порт. Manuel Anselmo da Silva; 20 июля 1922, Иража — 22 ноября 1956, Рио-де-Жанейро), более известный под именем Манеко (порт. Maneco) — бразильский футболист, крайний нападающий.

## Карьера
Манеко начал свою карьеру в любительском клубе «Мануфатура Насьонал де Порселанас», вскоре его заметили в команде «Америка» из Рио-де-Жанейро. Он дебютировал в новом клубе в июле 1942 года, и хотя «Америка» проиграла «Фламенго» со счётом 3:4, Манеко показал высокий класс игры и даже забил один из 3-х мячей команды. В 1947 году Манеко, вместе со сборной штата Рио-де-Жанейро играл со сборной Сан-Паулу, первый матч сборная Рио проиграла 5:2, второй выиграла 3:2, а один из мячей забил Манеко. Но третий матч стал бенефисом форварда «Америки», он забил 3 мяча, а Рио-де-Жанейро победила 4:1. На следующий день, во время парада победы, Манеко станцевал знаменитый танец с мячом. В том же 1947 году Манеко был призван под знамёна национальной команды, игравшей на в матчах на Кубок Рио-Бранко с Уругваем, там Манеко провёл 2 игры (дебют — 29 марта), выходя на замену вместо Адемира. Манеко на клубном профессиональном уровне выступал только за «Америку», он провёл в команде 14 лет, забив 187 мячей, что является третьим показателем в истории клуба.
Завершив карьеру футболиста, Манеко не знал что ему делать. Деньги, заработанные игрой, быстро кончались, а бывший футболист оказался попросту никому не нужен, хотя он и работал с молодёжным составом «Америки», но деньги, заработанные таким способом, были грошами, к тому же он платил ссуду за дом, купленный им в подарок родителям. Он обратился к своему знакомому, президенту «Америки» Жулите Коутиньо, прося, чтобы тот дал ему денег в долг, но тот сказал ему, что сейчас денег нет и чтобы Манеко зашёл через несколько дней. Но нескольких дней у Манеко не было, через пару часов его родителей, вместе с вещами, выкинули на улицу, владелец дома отказался отсрочить выплату ссуды. Он сказал отцу: «Я что-нибудь придумаю». Он пошёл к своему брату и попросил принять ванную, там он и совершил самоубийство, приняв со стаканом вина формицид. На следующий день вся пресса, казалось, забывшая о существовании Манеко, публиковала фотографии бывшего футболиста на первой полосе, там же была опубликована предсмертная записка, гласившая: «Отец, прости. Я больше не могу этого вынести! Я страдаю от мысли, что мать и сестры будут тяжело переживать мою смерть, но другого выхода у меня нет. Поцелуйте племянников. Постарайтесь не падать духом. Прощайте, я очень сильно плачу над этим письмом. Ваш Манеко».

## Достижения
- Обладатель Кубка Рио-Бранко: 1947